# 모계 거주
사회 인류학에서 모계 거주(matrilocal residence, uxorilocal residence) 또는 모계지역성(matrilocality, uxorilocality)은 결혼한 부부가 아내의 부모와 함께 또는 그 근처에 거주하는 사회 체계이다.

## 다른 동물과의 비교
코끼리, 범고래, 일본원숭이, 하이에나, 사자 등도 암컷이 무리에 남고 수컷이 새로운 무리로 떠나는 모계 거주 형태이다. 호모 사피엔스는 일반적으로 부계 거주이지만, 일부 부족은 모계 거주이다.

## 데릴사위제
데릴사위제는 혼인 풍습 가운데 하나로서, 남자가 여자의 집에서 사는 제도이다. 이때 딸만 있는 집안에서 혼인한 딸을 시집으로 보내지 않고, 처가에서 데리고 사는 사위를 데릴사위라고 한다. 다양한 유형이 있다.
데릴사위제에서는 혼인 전 또는 혼인 후에 남자가 여자의 집에서 일정 기간 또는 죽을 때까지 살게 된다. 또한 데릴사위를 들이는 방법은 조금씩 차이가 있어서, 곳에 따라서는 남자가 여자의 집에 들어가서 그쪽 성을 이어주는 곳도 있다(서양자).
오늘날의 데릴사위 혼인과 혼동되는 경향이 있으나, 일반적으로 데릴사위는 딸만 있는 집안이 동족(同族 : 同姓)에서 양자를 입적시키고, 사위는 별도로 맞이하여 그의 노동력으로 가사를 돌보게 하는 솔서혼을 말한다.
한편 서옥제와 같은 서류부가의 혼속을 사위가 처가에 장기간 머물며 노력을 제공하는 봉사혼(奉仕婚)으로 규정하기도 한다.

### 데릴사위의 유형
- 서류부가(壻留婦家): 혼인을 한 뒤 남자가 처가살이를 하다가, 자녀가 성장하면 처자식을 데리고 시가로 돌아가서 사는 제도. 고대 고구려에 이런 풍습이 있었다.
- 서양자(壻養子): 남자가 처가의 양자로 입적되어 처가의 대를 잇는 것. 자녀는 외가의 성씨를 계승하여 외가의 족보에 올라간다. 고려시대에 이런 풍습이 있었고 일본은 현대까지 서양자 제도가 이어지고 있다.
- 솔서(率壻): 데릴사위는 노동력 제공의 역할만 하고, 처가의 혈통은 처가의 남자 혈족을 입양해서 대를 잇는 것. 조선시대에 남계혈통이 강화되면서 한반도에서는 서양자가 없어지고 솔서로 대체되었다.
- 예서(預壻): 결혼하기 전부터 처가에 들어가서 노동력을 제공하다가 일정기간이 지나면 결혼해서 독립하는 것. 소설 봄봄의 주인공이 이 유형이다.
- 초서(招壻)
- 췌서(贅壻·贅婿) 등

## 같이 보기
- 부계거주
- 중매 결혼
- 정략 결혼
- 신지역 거주